# Tomás Germinal Gracia Ibars
Tomás Germinal Gracia Ibars, conegut pel seu pseudònim Víctor García (Barcelona, 24 d'agost de 1919 - Montpeller, França, 10 de maig de 1991) va ser un escriptor anarquista i esperantista català.

## Joventut
Germinal Gracia va néixer a una família modesta a la Vila de Gràcia, a la cantonada del carrer Torrijos amb el carrer Ciudad Real. De petit va anar a viure a Mequinensa, perquè els seus pares eren aragonesos.
Des de molt jove va ser membre de les Joventuts Llibertàries de Gràcia i de la CNT. Amb algun dels seus companys com Abel Paz, Federico Arcos, Liberto Sarrau, José Peirats o Antonio Téllez va fundar el grup d'afinitat Los Quijotes del Ideal, que s'oposava a la col·laboració dels anarquistes al govern i serien molt influents a tota la península.
A la guerra civil va haver de falsificar la signatura del seu pare perquè només tenia 17 anys i va formar part de la Columna los Aguiluchos. Al Front d'Aragó va participar en els atacs de El Cementerio i El Carrasacal a Osca. Degut a la militarització va tornar a Catalunya i va treballar a una col·lectivitat agrícola a Cervià. Després va formar part de la 26a Divisió (l'antiga Columna Durruti). Al sector del Segre va ser ferit i va ser evacuat.

## Exili a França
Quan va acabar la guerra, es va exiliar a França. Va passar pels camps de refugiats d'Argelers, Bram i Barcares. Va viure breument a Marsella i va passar per les presons de Marsella i Lió. Va tornar a un camp francès, en aquest cas Le Vernet d'Ariege, des d'on el 1944 va ser enviat a Dachau. Va aconseguir escapar-se del tren abans d'arribar a aquest camp de concentració. Va lluitar uns mesos amb els aliats. Poc després, va participar en el primer Congrés de les Joventuts Llibertàries a Tolosa. Va ser secretari de la Internacional Juvenil Anarquista i va fundar el seu òrgan d'expressió en esperanto Senstatano. També va ser administrador de Solidaridad Obrera i va col·laborar amb el seu òrgan de premsa Ruta. En aquells temps actuava clandestinament a Espanya al costat de joves com Raúl Carballeira o Juan Cazorla (Tom Mix). Fruit d'aquestes accions, haurà de passar vuit mesos a la presó Model de Barcelona.

## Veneçuela i viatges arreu del món
Torna a França i finalment el 24 juliol de 1948 arriba a Veneçuela. Comença llavors a viatjar, primer per Indoamèrica, com a ell li agradava anomenar-la en lloc de Llatinoamèrica o Iberoamèrica, per incorporar a la població originària. Després emprendria un viatge per tot el món de 5 anys. Esperantista fervent, feia servir la llengua iniciada pel Zamenhof per contactar amb altres llibertaris en qualsevol lloc del planeta. D'aquests viatges van sorgir múltiples llibres.
Després d'un breu retorn a França, s'instal·la definitivament a Veneçuela. Allà seguia escrivint sobre els problemes teòrics de l'anarquisme i publicant Ruta des de Caracas. Va seguir viatjant per tot el món, per visitar coneguts.

## Darrers anys
Els darrers anys de la seva vida els va passar a Montady, a Occitània. Allà va viure a la Villa Canaima, que compartia amb la família de Josep Peirats. Va morir el 1991 després d'una llarga leucèmia, deixant la seva vídua Marisol, i dues filles Maya i Grecia. Tal com recorda la seva filla Maya, a casa seva sempre van parlar català.
A més de Víctor García, a les seves publications va fer servir molts pseudònims, com Germen, Julián Fuentes, G.G. Ibars o Quipo Amauta… Va publicar articles a El Rebelde, Crisol, Ruta, Solidaridad Obrera, CNT, Cenit, Tierra y Libertad, Le Monde Libertaire, Volonta, Umanita Nova, Il Libertario, La Protesta, Castilla Libre, Historia Libertaria, Umbral, Espana Libre, Senstatano, Regeneración, Cultura Proletaria, Polémica, etc.

## Obres
- América, hoy. Editorial Americalee (1956)

- La incógnita de Iberoamérica (1957)
- El Japón hoy (1960)
- Excursión sobre los Fundamentos del anarquismo (1961, amb altres autors)
- Raúl Carballeira (1961)
- La militancia pide la palabra (1961)
- Escarceos sobre China (1962)
- España hoy (1962)
- Juicio contra Franco (1962)
- Coordenadas andariegas. México, Panamá y Océano Pacifico (1963)
- Franco y el quinto mandamiento (1963)
- El pensamiento anarquista (1963)
- La internacional obrera (1964 y 1977),
- El Sudeste asiático (1966), Il Vaticano (1966),
- El anarcosindicalismo en España (1970, amb Josep Peirats)
- El protoanarquismo (1971)
- Las Utopías. De la Arcadia a 1984 (1971)
- El anarcosindicalismo, suspensión orígenes, apoyo estrategia (1972)
- Bakunin, hoy (1973)
- Georges orweliano y apoyo visión apocalíptica del mañana (1973)
- Las Utopías. Inmersión en el pesimismo (1973)
- Kropotkin, impacto en el anarquismo (1974)
- Kropotkin, la sociedad FUE primera (1974)
- Bakunin (1974)
- Contestación y anarquismo (1974, con Octavio Alberola)
- Kotogu, Osugi y Yamaga, tres anarquistas japoneses (1975)
- Centenario de Barret (1976, con Ángel J. Cappelletti)
- Museihushugi, el anarquismo japonés (1977)
- Las Utopías y el anarquismo (1977)
- Godwin y Proudhon (1977)
- El pensamiento de P. J Proudhon (1980)
- Caudillismo, golpismo, militarismos y fascismo en América Latina (1982)
- La sabiduría oriental (1985)
- Antología del anarcosindicalismo (1988)
- Utopías y anarquismo (1992)
- La FIJL en la lucha (con Felipe Alaiz) (inèdit)
- Anarquismo de los urbanitas (inèdit)
- La moral anarquista y el Trabajo moralizador (inèdit)
- Proyección de Iberia en América (inèdit)
- Taiji Yamaga (inèdit)
- Diccionario enciclopédico de militantes anarcosindicalistas (inèdit)
- El fascismo en Latinoamérica (inèdit)